# Erioptera (Erioptera) transmarina
Erioptera (Erioptera) transmarina is een tweevleugelige uit de familie steltmuggen (Limoniidae). De soort komt voor in het Palearctisch gebied.